# Times Square
Times Square (pl. Plac Times) – plac w dzielnicy Midtown w okręgu Manhattan w Nowym Jorku znajdujący się na skrzyżowaniu Broadwayu i alei Siódmej, rozciągający się od ulicy 42 do ulicy 47. Jest to jedna z ikon Nowego Jorku. Słynie z wielkiej liczby reklam świetlnych.
Nazywający się wcześniej Longacre Square, plac ten otrzymał swoją obecną nazwę po tym, gdy The New York Times przeniósł swoją siedzibę do nowo wybudowanego New York Times Building (obecnie nazywanego One Times Square). Powiększony obszar placu, zwany Theatre District, składa się z budynków pomiędzy alejami VI i VIII oraz ulicami 40. i 53., uzupełniając zachodnią część handlową centrum Manhattanu.
Każdego Sylwestra na Times Square jest organizowana uroczystość powitania Nowego Roku. Ceremonia z udziałem największych gwiazd muzycznych jest transmitowana dla ok. 1 mld widzów. Sylwester na Times Square jest też uznawany za największy na świecie. Co roku uczestniczy w nim ok. 1 mln nowojorczyków, turystów z innych stanów USA i z całego świata. Kulminacyjnym punktem uroczystości jest ball drop, tzn. opuszczenie wielkiej kuli na jednym z wieżowców Times Square z napisem kolejnego rozpoczynającego się roku.

## Times Square dzisiaj
Wielką liczbą jaskrawych neonów ten telewizyjny symbol Nowego Jorku obecnie rywalizuje z Las Vegas. Oficjalnie napisy przy Times Square nazywają się spectaculars.
Znany przykład to reklama NASDAQ przy ulicy 43. Została ona uruchomiona w styczniu 2000 roku, a koszt jej budowy wyniósł 37 milionów dolarów. Napis ten ma wysokość 36,6 m, a NASDAQ wydał 2 miliony dolarów, aby wydzierżawić dla niego teren.

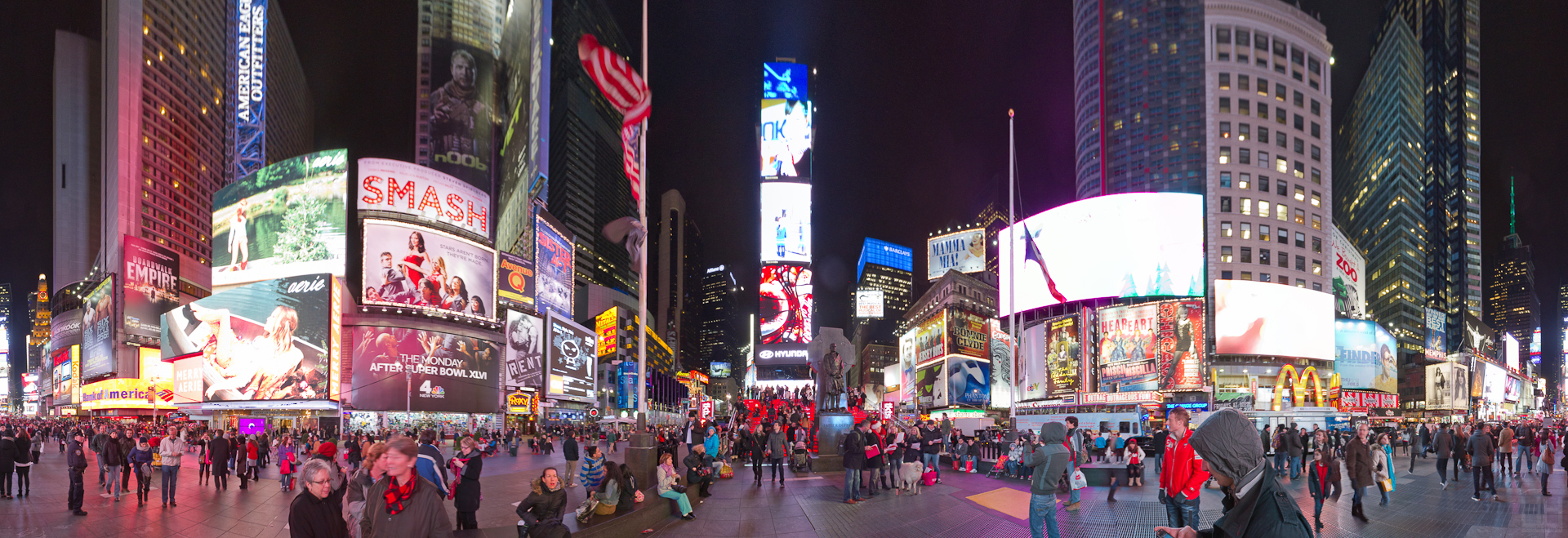
Panoramiczne ujęcie Times Square

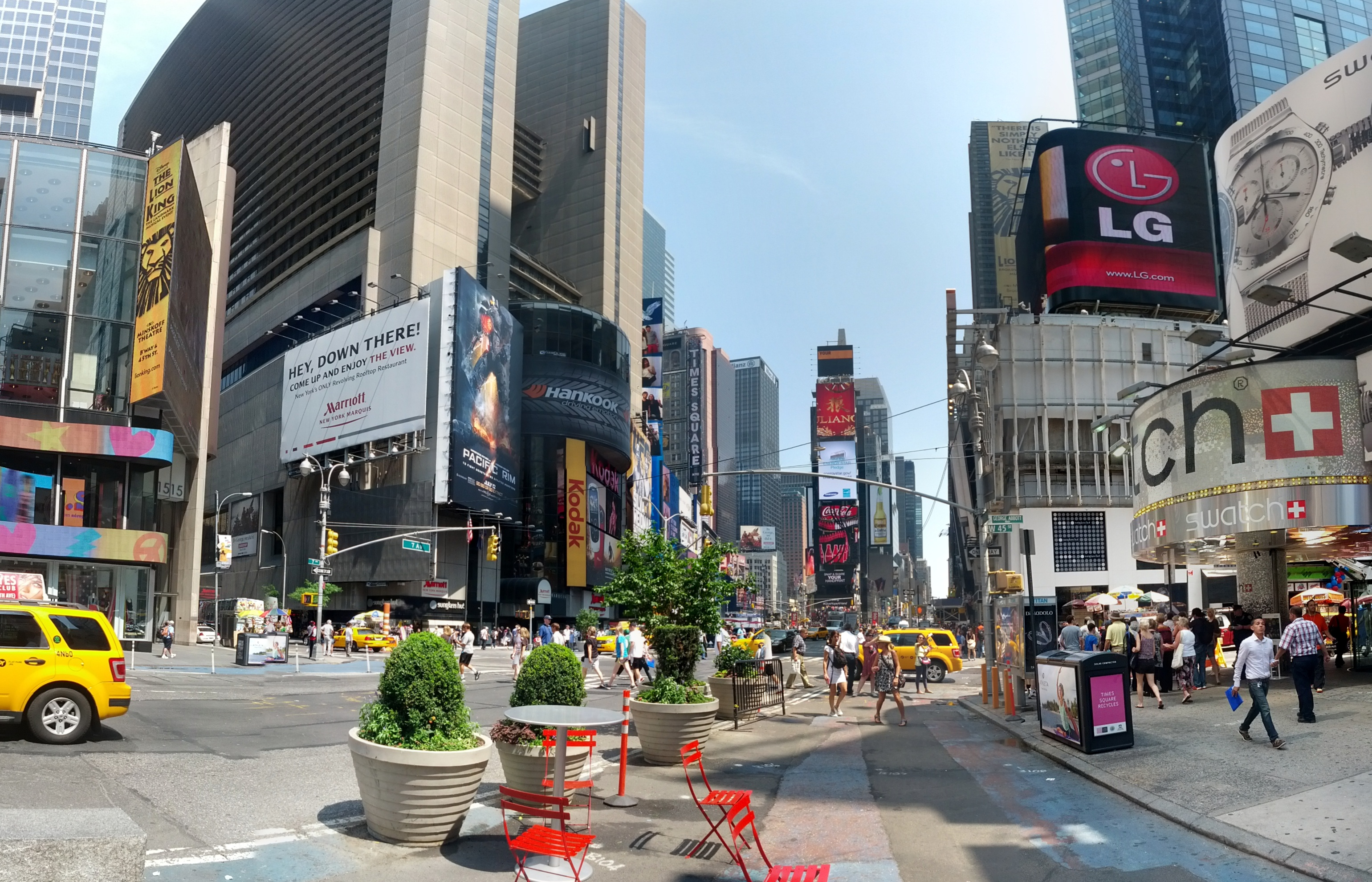
Widok w dzień

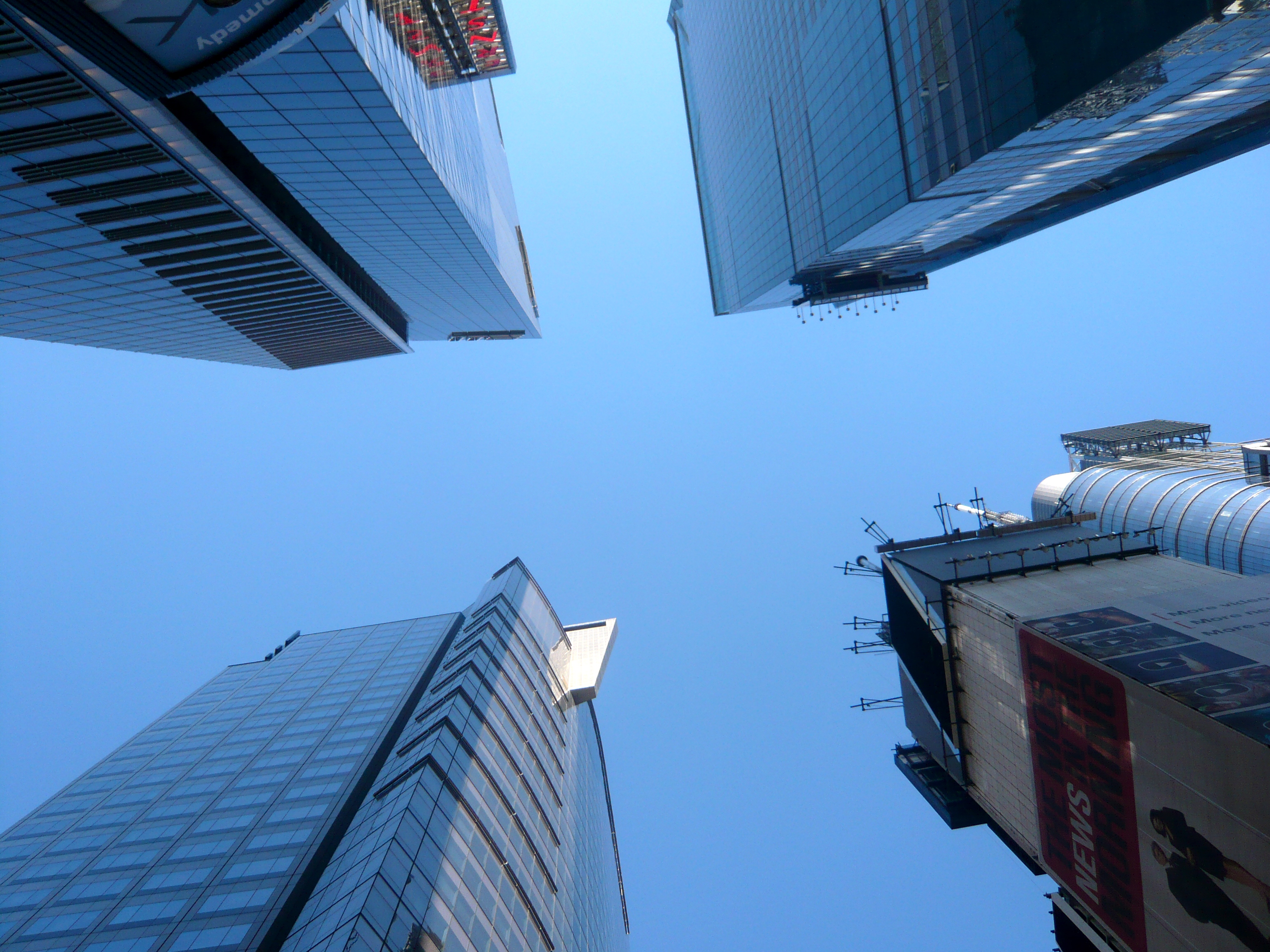
Spojrzenie w górę na wieżowce

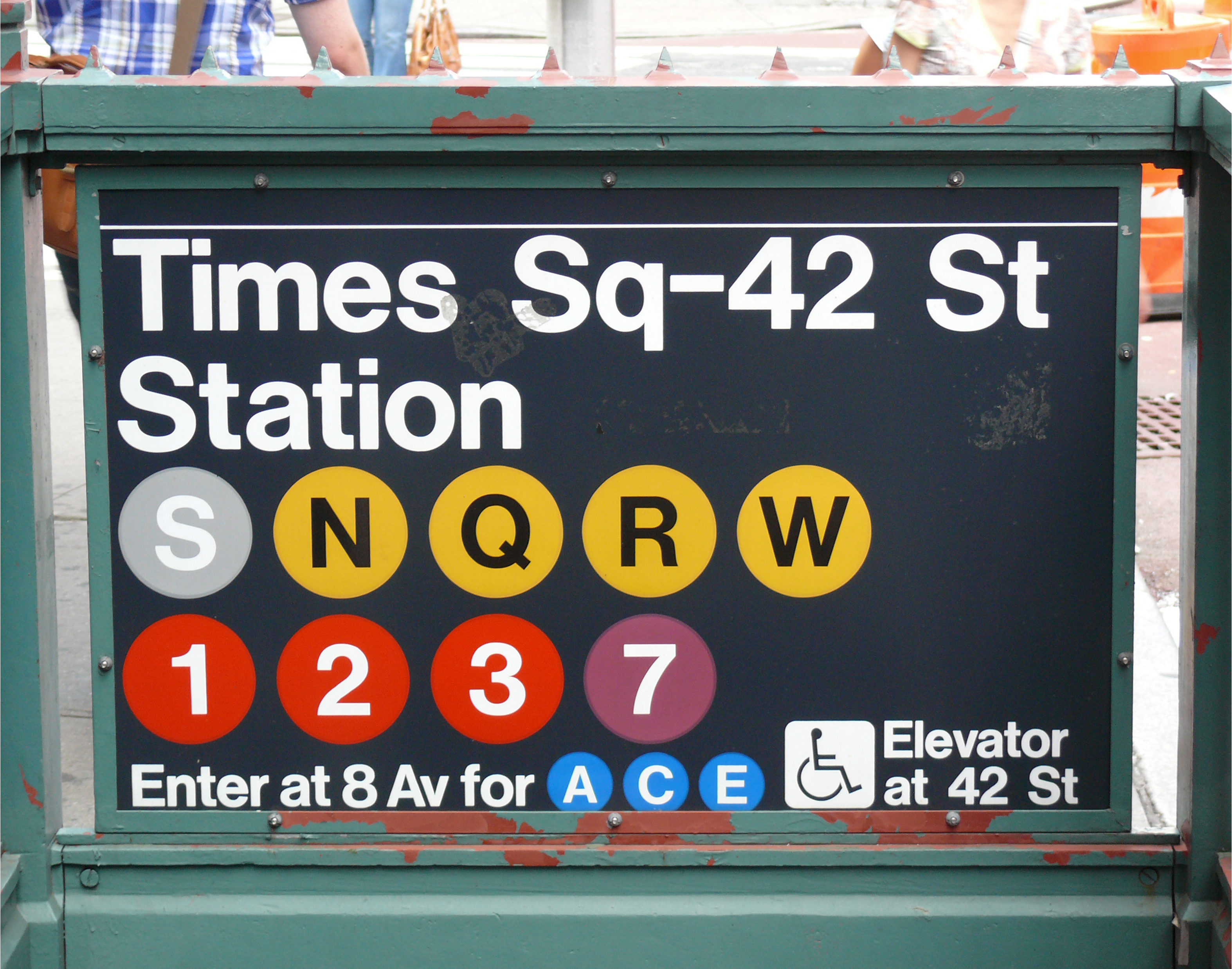
Znak stacji metra nowojorskiego Times Square – 42nd Street

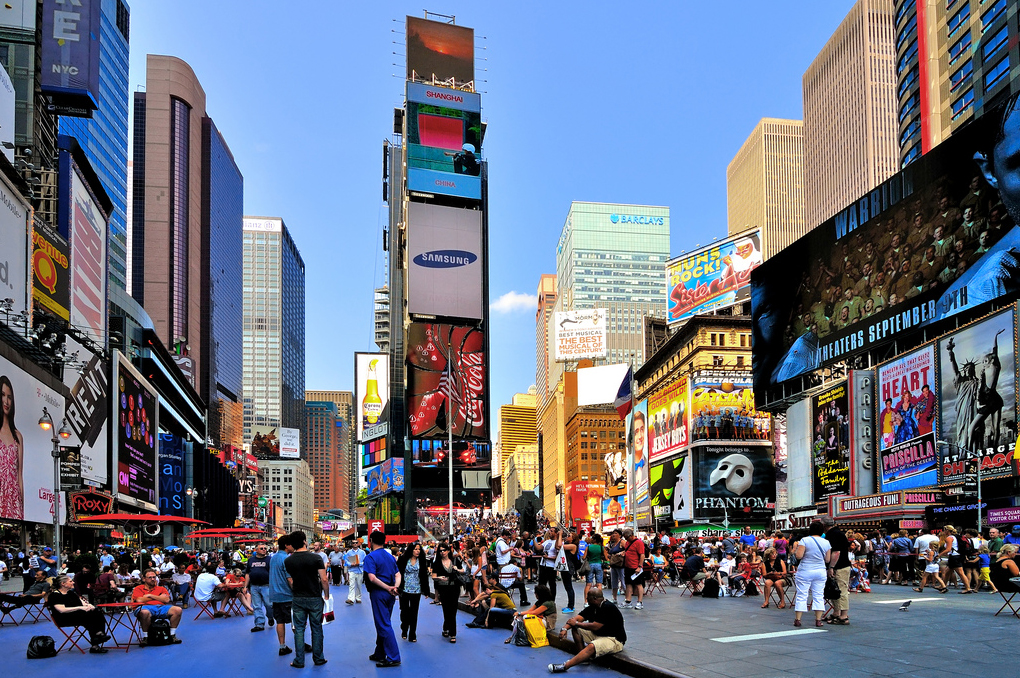
Kolorowe reklamy

## Times Square w kulturze
Plac Times pojawia w literaturze, telewizji oraz filmach. Przykłady:
- 1990 – w filmie Quick Change Bill Murray wysiada przy nim z metra
- 1992 – w filmie Kevin sam w Nowym Jorku Catherine O’Hara prosi dwóch nowojorskich policjantów o pomoc w odnalezieniu Kevina
- 2001 – plac Times został zamknięty na 3 godziny, gdy Tom Cruise grał scenę w filmie Vanilla Sky
- 2002 – w filmie Spider-Man bohater tytułowy w walce na tym placu z Zielonym Goblinem ratuje życie Mary Jane
- 2005 – w filmie King Kong goryl niszczy budynki w pobliżu Times Square.

Ponadto przy placu Times znajdują się siedziby programów telewizyjnych, jak Good Morning America stacji ABC, czy Total Request Live telewizji MTV.

## Zamach z 1 maja 2010
1 maja 2010 roku na Times Square próbowano przeprowadzić atak terrorystyczny. Pracownik jednego ze sklepów zauważył, że ze stojącego naprzeciwko sklepu nissana zaczął wydobywać się dym. Policjantom udało się rozbroić bombę. Jak okazało się, była ona domowej produkcji – wyprodukował ją terrorysta, Amerykanin pochodzenia afgańskiego. Udało się go zatrzymać w samolocie, kiedy miał odlecieć do Europy.

## Budynki przy Times Square
- plac Times 1 (One Times Square)
- Reuters Building (plac Times 3)
- Times Square Tower
- New York Times Building
- Bank of America Tower
- Bertelsmann Building
- New York Marriott Marquis
- AXA Center
- One Astor Plaza
- Ramada Renaissance Hotel
- Sheraton New York
- One Worldwide Plaza
- Conde Nast Building (plac Times 4)
- Broadway 1585
- aleja Siódma 810
- plac Times 5
- plac Times 11 (w budowie)

## Korporacje przy Times Square
- Condé Nast Publications
- Ernst and Young
- Instinet
- Lehman Brothers
- Morgan Stanley
- Bain & Company
- MTV Networks
- Skadden, Arps, Slate, Meagher & Flom
- Reuters
- Elizabeth Taylor
- Viacom
- General Electric
- EQW Radio Station
- Bertelsmann